# Thóc lép có đuôi
Thóc lép có đuôi hay tràng quả đuôi, cây con nhện (danh pháp: Desmodium caudatum) là loài thực vật cố định đạm thuộc họ Fabaceae. Cây có ở một số nước châu Á. Cây bụi, có thể cao đến 1,5 m. Lá và rễ dùng làm thuốc trừ sâu.

## Hình ảnh

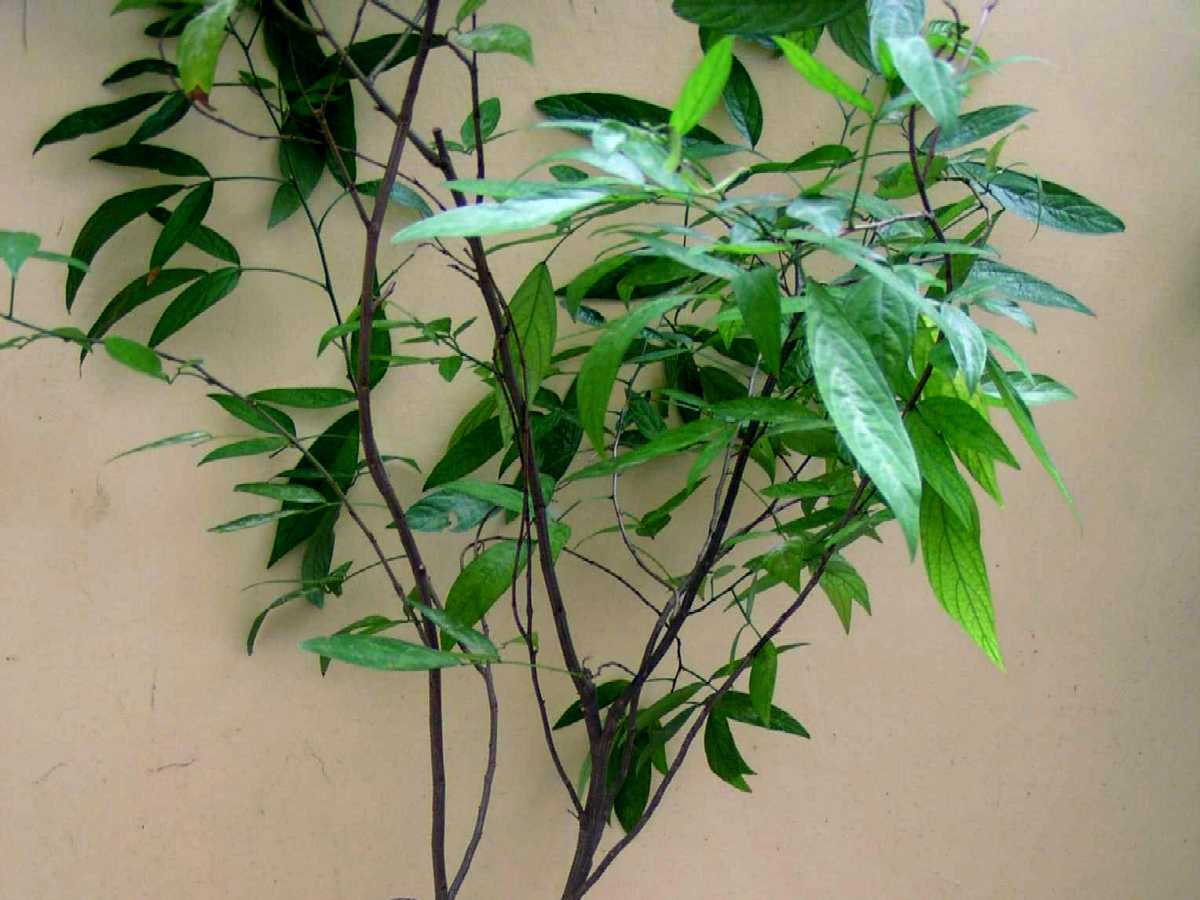